# Matt Lanter
Matt Lanter (celým jménem Matthew Mackendree Lanter * 1. dubna 1983, Massillon, Ohio, USA) je americký herec a model. Nejvíce se proslavil rolí Liama Courta v seriálu televizní stanice The CW 90210: Nová generace, rolí Romana v seriálu Láska ke hvězdám, rolí Wyatta Logana v seriálu stanice NBC Timeless a dabingem role Anakina Skywalkera v animovaném seriálu stanice Cartoon Network Star Wars: Klonové války.

## Životopis
Narodil se v Massilloně, ale když mu bylo osm let se s rodinou přestěhoval do Atlanty v Georgii, kde vystudoval Collins Hill High School a následně navštěvoval University of Georgia. Věnoval se baseballu, fotbalu, basketbalu, golfu i gymnastice, ale zájem o filmový a televizní průmysl byl mnohem silnější.

## Kariéra
V roce 2004 se zúčastnil reality show ve které se hledal nejrozkošnější model Ameriky. Nezvítězil, proto se přestěhoval do Los Angeles, kde začal budovat svou hereckou kariéru. Získal roli v seriálu Point Pleasant a brzy poté následovaly menší roličky v seriálech Chirurgové nebo Hrdinové. Jeho první větší úspěch přišel se seriálem Commander in Chief, který byl velmi dobře hodnocen, ale trpěl nízkou sledovaností. Velká výzva přišla koncem roku 2007, kdy přijal nabídku pro chystaný animovaný seriál Star Wars: The Clone Wars. V něm namluvil hlavní postavu, Anakina Skywalkera. Svůj hlas mu propůjčil v pilotním dílu, který byl uveden v kinech, ve všech epizodách samotného seriálu i ve videohrách. V roce 2008 získal hlavní roli Zacha Conroye v krasobruslařském filmu Ledové ostří 3: Splněný sen, po boku s Franciou Raisou.
V roce 2009 ztvárnil jednu z hlavních rolí v parodii Disaster Movie, která nasbírala otřesné recenze a vysloužila si šest nominací na Zlatou malinu. Ještě téhož roku přijal roli do druhé sezóny seriálu 90210: Nová generace, tedy do nové generace Beverly Hills z roku 1990. O rok později natočil další parodii od tvůrců jeho předchozího filmu, nazvanou Tupíři. Ve filmu, který si střílí hlavně z fenoménu jménem Twilight Saga, ztvárnil hlavní roli. V roce 2011 natočil horor Spolubydlící.
5. března 2013 byl obsazen do nového sci-fi seriálu stanice The CW Láska ke hvězdám, po boku s Aimee Teegarden. Seriál byl zrušen po 13 epizodách. 3. října 2016 měla premiéru první díl seriálu Timeless, ve kterém hraje jednu z hlavních rolí.

## Osobní život
14. června 2013 si vzal svojí přítelkyni Angelu Stacy, se kterou chodil od roku 2009. 2. srpna 2017 oznámili, že čekají prvního potomka. Dcera MacKenlee Faire se jim narodila dne 30. prosince 2017.

## Filmografie

### Film
| Rok  | Titul                                   | Role                          | Poznámky            |
| ---- | --------------------------------------- | ----------------------------- | ------------------- |
| 2004 | Bobby Jones: Odpal génia                | Caddy Bobbyho Jonese          |                     |
| 2008 | WarGames: The Dead Code                 | Will Farmer                   | Přímo na DVD        |
| 2008 | Star Wars: Klonové války                | Anakin Skywalker (hlas)       |                     |
| 2008 | Disaster Movie                          | Will Clayton                  |                     |
| 2009 | Spolek nemilosrdných                    | Kyle Tyson                    |                     |
| 2010 | Tupíří                                  | Edward Sullen                 |                     |
| 2011 | Spolubydlící                            | Jason Tanner                  |                     |
| 2012 | Zvonilka: Tajemství křídel              | Sled (hlas)                   | Přímo na DVD        |
| 2013 | Liars All                               | Mike                          |                     |
| 2014 | A Chance of Rain                        | Eric Price                    |                     |
| 2015 | DCU: Liga spravedlivých: Trůn Atlantidy | Arthur Curry/Aquaman (hlas)   |                     |
| 2016 | Star Wars: Síla se probouzí             | Různé hlasy                   |                     |
| 2016 | USS Indianapolis: Men of Courage        | Brian Smithwick               |                     |
| 2016 | Liga spravedlivých vs Mladí Titání      | Arthur Curry/Aquaman (hlas)   |                     |
| 2017 | Ladíme 3                                | Chicago                       |                     |
| 2018 | The Death of Superman                   | Arthur Curry / Aquaman (hlas) |                     |
| 2019 | Fanboy                                  | Ben                           | krátkometrážní film |
| 2020 | Justice League Dark: Apokolips War      | Arthur Curry / Aquaman (hlas) |                     |
| —    | Chasing the Rain                        | Eric                          |                     |

### Televize
| Rok             | Titul                                           | Role                                              | Poznámky |
| --------------- | ----------------------------------------------- | ------------------------------------------------- | --- |
| 2004            | Manhunt                                         | Sám sebe                                          | Soutěžící |
| 2005            | 8 Simple Rules                                  | Brendon                                           | díl: „The After Party“                                                                                                  |
| 2005            | Point Pleasant                                  | Nick                                              | 4 díly |
| 2005–2006       | První prezidentka                               | Horace Calloway                                   | hlavní role; 18 dílů |
| 2006            | Velká láska                                     | Gibson                                            | díl: „Vyklízení“ |
| 2006            | Hrdinové                                        | Brody Mitchum                                     | 5 dílů |
| 2006            | Žralok                                          | Eddie Linden                                      | 3 díly |
| 2007            | Judy's Got a Gun                                | Isaac Prentice                                    | neprodaný pilot |
| 2007            | Kriminálka Las Vegas                            | Ryan Lansco                                       | díl: „Fallen Idols“ |
| 2007            | Můj přítel Monk                                 | Clay Bridges                                      | díl:„Mr. Monk and the Birds and the Bees“                                                                               |
| 2007            | Chirurgové                                      | Adam Singer                                       | díl: „The Heart of the Matter“                                                                                          |
| 2008            | Ledové ostří 3: Splněný sen                     | Zack Conroy                                       | televizní film |
| 2008–2013, 2020 | Star Wars: Klonové války                        | Anakin Skywalker (hlas)                           | hlavní role,101 dílů |
| 2008            | Na doživotí                                     | Patrick Bridger                                   | díl : „Everything... All the Time“                                                                                      |
| 2008            | The Oaks                                        | Mike                                              | neprodaný pilot |
| 2009–2013       | 90210: Nová generace                            | Liam Court                                        | vedlejší role (1. řada); hlavní role (2.–5. řada), 89 dílů                                                              |
| 2012–2017       | Dokonalý Spiderman                              | Harry Osborn, Flash Thompson, Venom, Klaw (hlasy) | hlavní role, 42 dílů |
| 2012            | Scooby-Doo: Záhady s.r.o.                       | Baylor Hotner (hlas)                              | 3 díly: „The House of the Nightmare Witch“, „The Night the Clown Cried“, „The Night the Clown Cried II: Tears of Doom!“ |
| 2012            | The High Fructose Adventures of Annoying Orange | Matt the Pear                                     | díl: „Generic Holiday Special“                                                                                          |
| 2014            | Láska ke hvězdám                                | Roman                                             | hlavní role,13 dílů |
| 2015            | The Astronaut Wives Club                        | Ed White                                          | 3 díly |
| 2015            | Kriminálka: Oddělení kybernetiky                | Tristan Jenkins                                   | díl: „Corrupted Memory“                                                                                                 |
| 2016            | Star Wars Povstalci                             | Anakin Skywalker (hlas)                           | 2 díly |
| 2016–2018       | Timeless                                        | Wyatt Logan                                       | hlavní role, 27 dílů |
| 2017–2018       | Star Wars: Síly osudu                           | Anakin Skywalker (hlas)                           | 3 díly |
| 2019            | The Mandalorian                                 | Davan                                             | díl: „Chapter 6: The Prisoner“                                                                                          |
| 2019            | Avengers – Sjednocení                           | Winter Soldier / reportér (hlas)                  | díl: „Vibranium Curtain: Part 1“                                                                                        |
| 2020            | Jupiter's Legacy                                | George Hutchence/Skyfox                           | díl 1.1 |
| 2020            | Defending Jacob                                 | Jason                                             | |